# Bill Glover
Bill Glover (født 22. november 1952) er en kristen musiker. Han spillede trommer på bandet Petras tre første album, men stoppede så.

## Ekstern henvisning
- Bill Glover's officielle hjemmeside Arkiveret 22. maj 2019 hos  Wayback Machine